# Lijst van rijksmonumenten in Lierderholthuis
De plaats Lierderholthuis telt 17 inschrijvingen in het rijksmonumentenregister. Hieronder een overzicht.
| Object                                           | Oorspronkelijke functie?  | Bouwjaar                     | Architect                    | Locatie            | Coördinaten?                  | Nr.?   | Afbeelding        |
| ------------------------------------------------ | ------------------------- | ---------------------------- | ---------------------------- | ------------------ | ----------------------------- | ------ | ----------------- |
| Landarbeiderswoning onder pannen schilddak       | Bedrijfs-,fabriekswoning  | midden 19e eeuw              |                              | Zuthemerweg 19     | 52° 27' 0" NB, 6° 12' 13" OL  | 21369  | Upload foto       |
| Colckhof: hoofdgebouw                            | Kasteel, buitenplaats     | vermoedelijk 1778 en 1859    |                              | Colckhof 6         | 52° 26' 55" NB, 6° 11' 30" OL | 519942 | Meer afbeeldingen |
| Colckhof: historische tuin- en parkaanleg        | Tuin, park en plantsoen   | tussen 1783 en ca. 1810      | J.D. Zocher sr. en J. Voorde | Colckhof bij 6     | 52° 26' 56" NB, 6° 11' 46" OL | 519943 | Meer afbeeldingen |
| Colckhof: zuidelijk bouwhuis                     | Bijgebouwen kastelen enz. | 19e eeuw                     |                              | Colckhof 2         | 52° 26' 54" NB, 6° 11' 31" OL | 519985 | Upload foto       |
| Colckhof: bouwhuis                               | Bijgebouwen kastelen enz. | 18e eeuw                     |                              | Colckhof 4         | 52° 26' 55" NB, 6° 11' 31" OL | 519986 | Meer afbeeldingen |
| Colckhof: hooiberg                               | Tuin, park en plantsoen   | 19e eeuw 1999 (rest.)        |                              | Colckhof bij 6     | 52° 26' 54" NB, 6° 11' 32" OL | 519987 | Upload foto       |
| Colckhof: houtschuur                             | Tuin, park en plantsoen   | begin 20e eeuw               |                              | Colckhof bij 6     | 52° 26' 55" NB, 6° 11' 32" OL | 519988 | Upload foto       |
| Colckhof: eendenhuisje                           | Tuin, park en plantsoen   | midden 19e eeuw              |                              | Colckhof bij 6     | 52° 26' 58" NB, 6° 11' 34" OL | 519989 | Meer afbeeldingen |
| Colckhof: theehuisje                             | Tuin, park en plantsoen   | vermoedelijk midden 19e eeuw |                              | Colckhof bij 6     | 52° 26' 58" NB, 6° 11' 48" OL | 519990 | Meer afbeeldingen |
| Colckhof: moesttuinmuur met kas                  | Tuin, park en plantsoen   | vroeg 20e eeuw               |                              | Colckhof bij 6     | 52° 26' 55" NB, 6° 11' 38" OL | 519991 | Meer afbeeldingen |
| Colckhof: hekpijlers Zuthemerweg                 | Tuin, park en plantsoen   | 19e eeuw                     |                              | Colckhof bij 6     | 52° 27' 6" NB, 6° 11' 40" OL  | 519992 | Upload foto       |
| Colckhof: hekpijlers Hubersallee                 | Tuin, park en plantsoen   | 19e eeuw                     |                              | Colckhof bij 6     | 52° 26' 44" NB, 6° 11' 44" OL | 519993 | Upload foto       |
| Colckhof: Bagatelle: portierswoning              | Bijgebouwen kastelen enz. |                              |                              | Hubertsallee 1     | 52° 26' 50" NB, 6° 11' 37" OL | 519994 | Meer afbeeldingen |
| Colckhof: tuinmanswoning                         | Bijgebouwen kastelen enz. | ca. 1919                     |                              | Hubertsallee 7     | 52° 26' 53" NB, 6° 11' 59" OL | 519995 | Upload foto       |
| Colckhof: tuinmuur                               | Tuin, park en plantsoen   | begin 20e eeuw               |                              | Hubertsallee bij 7 | 52° 26' 56" NB, 6° 11' 57" OL | 519996 | Meer afbeeldingen |
| Colckhof: boerderij met put en berg "Old Everts" | Bijgebouwen kastelen enz. | 18e eeuw (jaaranker)         |                              | Colckhof 8         | 52° 26' 60" NB, 6° 11' 23" OL | 519997 | Upload foto       |
| Colckhof: landarbeiderswoning                    | Bijgebouwen kastelen enz. | midden 19e eeuw              |                              | Zuthemerweg 19     | 52° 27' 0" NB, 6° 12' 13" OL  | 519998 | Meer afbeeldingen |